# Moganopterus
Moganopterus es un género de pterosaurio pterodactiloide ornitoqueiroideo del Barremiense-Aptiense (Cretácico Inferior) hallado en la formación Yixian en Jianchang, Liaoning, en China.

## Descubrimiento y denominación
El fósil de Moganopterus fue descubierto en el pueblo de Xiaosanjiazi cerca de la ciudad de Lamadong en la provincia de Liaoning]. Fue nombrado y descrito en 2012 por Lü Junchang, Pu Hanyong, Xu Li, Wu Yanhua y Wei Xuefang con la especie tipo Moganopterus zhuiana. El nombre del género se deriva de la legendaria pareja de espadas Gan Jiang y Mo Ye, en referencia a su mandíbulas en forma de hoja de espada, y el griego latinizado πτερόν, pteron, "ala". El nombre de la especie honra a la señora Zhu Haifen, quien permitió que el espécimen estuviera disponible para la ciencia.
El holotipo, 41HIII0419, fue descubierto en una capa de la Formación Yixian, que data del Aptiense, hace cerca de 125 millones de años. Consiste de un cráneo casi completo con la mandíbula inferior y las vértebras segunda a cuarta del cuello. El fósil está comprimido en una lámina rocosa dividida en dos mitades, cuya división ha dañado algunos de los huesos. El espécimen es parte de la colección del Museo Geológico de Henan.

## Descripción
Moganopterus es un pterosaurio grande. El cráneo tiene una longitud preservada de cerca de noventa y cinco centímetros y la vértebra preservada más larga, la cuarta, mide 14.5 centímetros de longitud. El cráneo es el más grande conocido de cualquier pterosaurio dentado. EL tamaño del cráneo y cuello indica una envergadura de al menos cinco metros y probablemente alcanzara más de siete metros, lo que incluye a Moganopterus entre los mayores pterosaurios conocidos.
Aparte del tamaño, los descriptores establecieron algunas características distintivas. Las mandíbulas son muy alargadas y tiene bordes rectos. El número total de dientes es de al menos sesenta y dos. La gran abertura craneal, la fenestra nasoantorbitalis, es rectangular y representa el 22% de la longitud del hocico. La parte posterior del cráneo tiene una larga y estrecha cresta parietal, sobresaliendo en un ángulo de 15° en el eje longitudinal del cráneo. Sin tomar en cuenta la cresta, el cráneo es 11.5 veces más largo que alto. Las vértebras del cuello son cinco veces más largas que altas.
Moganopterus muestra un extremo alargamiento de las mandíbulas superior e inferior. La parte posterior del cráneo solo mide seis centímetros de alto y su altura decrece gradualmente hacia la punta aguzada del hocico. En el frente del hocico hay una cresta baja triangular, de cinco centímetros de largo y seis milímetros de alto. El perfil del cráneo es continuado por una cresta estrecha que sobresale por detrás. Se desconoce si la cresta era aplanada o como una varilla; su longitud no puede ser determina debido a que alcanza el borde de la lámina. La mandíbula inferior carece de quilla y tiene una longitud de 68.5 centímetros. Es casi tan alta como la mandíbula superior y tiene una punta aguda.
Las mandíbulas poseen largos dientes cónicos alineados, de más de treinta y un milímetros de longitud, levemente recurvados y más o menos orientados verticalmente. Los descriptores estimaron que tenía quince dientes en la mandíbula superior y diecisiete en la inferior de cada lado para un total de sesenta y cuatro, los cual se aproxima a los sesenta y dos que se encontraron en el fósil. Las filas de dientes se extienden desde el frente del cráneo hasta el borde posterior de la fenestra nasoantorbitalis. Estos están asociados con estructuras celulares oblicuas visibles en el hueso en ambas mandíbulas, cuya naturaleza no ha sido determinada. Estructuras huecas, reforzadas por puntales, pueden ser también vistas en la cresta parietal y las vértebras. La longitud preservada de las vértebras del cuello es de once milímetros, once centímetros y 14.5 centímetros respectivamente. La cuarta vértebra cervical es 7.25 veces más larga que alta.

## Filogenia
Cladograma según Lü et al. (2012):
|  | Boreopterus     |
|  |                 |
|  | Zhenyuanopterus |
|  |                 |

|  | Feilongus    |
|  |              |
|  | Moganopterus |
|  |              |

|  | Boreopterus     |
|  |                 |
|  | Zhenyuanopterus |
|  |                 |

|  | Feilongus    |
|  |              |
|  | Moganopterus |
|  |              |

|  | Pteranodon                                                     |
|  |                                                                |
|  | \| \| Nyctosaurus \| \| \| \| \| \| Muzquizopteryx \| \| \| \| |
|  |                                                                |
|  | Nyctosaurus                                                    |
|  |                                                                |
|  | Muzquizopteryx                                                 |
|  |                                                                |

|  | Nyctosaurus    |
|  |                |
|  | Muzquizopteryx |
|  |                |

|  | Haopterus                                                    |
|  |                                                              |
|  | \| \| Istiodactylus \| \| \| \| \| \| Nurhachius \| \| \| \| |
|  |                                                              |
|  | Istiodactylus                                                |
|  |                                                              |
|  | Nurhachius                                                   |
|  |                                                              |

|  | Istiodactylus |
|  |               |
|  | Nurhachius    |
|  |               |

|  | Ornithocheirus                                                |
|  |                                                               |
|  | \| \| Anhanguera \| \| \| \| \| \| Coloborhynchus \| \| \| \| |
|  |                                                               |
|  | Anhanguera                                                    |
|  |                                                               |
|  | Coloborhynchus                                                |
|  |                                                               |

|  | Anhanguera     |
|  |                |
|  | Coloborhynchus |
|  |                |

|  | Ornithocheirus                                                |
|  |                                                               |
|  | \| \| Anhanguera \| \| \| \| \| \| Coloborhynchus \| \| \| \| |
|  |                                                               |
|  | Anhanguera                                                    |
|  |                                                               |
|  | Coloborhynchus                                                |
|  |                                                               |

|  | Anhanguera     |
|  |                |
|  | Coloborhynchus |
|  |                |

|  | Haopterus                                                    |
|  |                                                              |
|  | \| \| Istiodactylus \| \| \| \| \| \| Nurhachius \| \| \| \| |
|  |                                                              |
|  | Istiodactylus                                                |
|  |                                                              |
|  | Nurhachius                                                   |
|  |                                                              |

|  | Istiodactylus |
|  |               |
|  | Nurhachius    |
|  |               |

|  | Ornithocheirus                                                |
|  |                                                               |
|  | \| \| Anhanguera \| \| \| \| \| \| Coloborhynchus \| \| \| \| |
|  |                                                               |
|  | Anhanguera                                                    |
|  |                                                               |
|  | Coloborhynchus                                                |
|  |                                                               |

|  | Anhanguera     |
|  |                |
|  | Coloborhynchus |
|  |                |

|  | Ornithocheirus                                                |
|  |                                                               |
|  | \| \| Anhanguera \| \| \| \| \| \| Coloborhynchus \| \| \| \| |
|  |                                                               |
|  | Anhanguera                                                    |
|  |                                                               |
|  | Coloborhynchus                                                |
|  |                                                               |

|  | Anhanguera     |
|  |                |
|  | Coloborhynchus |
|  |                |

|  | Pteranodon                                                     |
|  |                                                                |
|  | \| \| Nyctosaurus \| \| \| \| \| \| Muzquizopteryx \| \| \| \| |
|  |                                                                |
|  | Nyctosaurus                                                    |
|  |                                                                |
|  | Muzquizopteryx                                                 |
|  |                                                                |

|  | Nyctosaurus    |
|  |                |
|  | Muzquizopteryx |
|  |                |

|  | Haopterus                                                    |
|  |                                                              |
|  | \| \| Istiodactylus \| \| \| \| \| \| Nurhachius \| \| \| \| |
|  |                                                              |
|  | Istiodactylus                                                |
|  |                                                              |
|  | Nurhachius                                                   |
|  |                                                              |

|  | Istiodactylus |
|  |               |
|  | Nurhachius    |
|  |               |

|  | Ornithocheirus                                                |
|  |                                                               |
|  | \| \| Anhanguera \| \| \| \| \| \| Coloborhynchus \| \| \| \| |
|  |                                                               |
|  | Anhanguera                                                    |
|  |                                                               |
|  | Coloborhynchus                                                |
|  |                                                               |

|  | Anhanguera     |
|  |                |
|  | Coloborhynchus |
|  |                |

|  | Ornithocheirus                                                |
|  |                                                               |
|  | \| \| Anhanguera \| \| \| \| \| \| Coloborhynchus \| \| \| \| |
|  |                                                               |
|  | Anhanguera                                                    |
|  |                                                               |
|  | Coloborhynchus                                                |
|  |                                                               |

|  | Anhanguera     |
|  |                |
|  | Coloborhynchus |
|  |                |

|  | Haopterus                                                    |
|  |                                                              |
|  | \| \| Istiodactylus \| \| \| \| \| \| Nurhachius \| \| \| \| |
|  |                                                              |
|  | Istiodactylus                                                |
|  |                                                              |
|  | Nurhachius                                                   |
|  |                                                              |

|  | Istiodactylus |
|  |               |
|  | Nurhachius    |
|  |               |

|  | Ornithocheirus                                                |
|  |                                                               |
|  | \| \| Anhanguera \| \| \| \| \| \| Coloborhynchus \| \| \| \| |
|  |                                                               |
|  | Anhanguera                                                    |
|  |                                                               |
|  | Coloborhynchus                                                |
|  |                                                               |

|  | Anhanguera     |
|  |                |
|  | Coloborhynchus |
|  |                |

|  | Ornithocheirus                                                |
|  |                                                               |
|  | \| \| Anhanguera \| \| \| \| \| \| Coloborhynchus \| \| \| \| |
|  |                                                               |
|  | Anhanguera                                                    |
|  |                                                               |
|  | Coloborhynchus                                                |
|  |                                                               |

|  | Anhanguera     |
|  |                |
|  | Coloborhynchus |
|  |                |

|  | Boreopterus     |
|  |                 |
|  | Zhenyuanopterus |
|  |                 |

|  | Feilongus    |
|  |              |
|  | Moganopterus |
|  |              |

|  | Boreopterus     |
|  |                 |
|  | Zhenyuanopterus |
|  |                 |

|  | Feilongus    |
|  |              |
|  | Moganopterus |
|  |              |

|  | Pteranodon                                                     |
|  |                                                                |
|  | \| \| Nyctosaurus \| \| \| \| \| \| Muzquizopteryx \| \| \| \| |
|  |                                                                |
|  | Nyctosaurus                                                    |
|  |                                                                |
|  | Muzquizopteryx                                                 |
|  |                                                                |

|  | Nyctosaurus    |
|  |                |
|  | Muzquizopteryx |
|  |                |

|  | Haopterus                                                    |
|  |                                                              |
|  | \| \| Istiodactylus \| \| \| \| \| \| Nurhachius \| \| \| \| |
|  |                                                              |
|  | Istiodactylus                                                |
|  |                                                              |
|  | Nurhachius                                                   |
|  |                                                              |

|  | Istiodactylus |
|  |               |
|  | Nurhachius    |
|  |               |

|  | Ornithocheirus                                                |
|  |                                                               |
|  | \| \| Anhanguera \| \| \| \| \| \| Coloborhynchus \| \| \| \| |
|  |                                                               |
|  | Anhanguera                                                    |
|  |                                                               |
|  | Coloborhynchus                                                |
|  |                                                               |

|  | Anhanguera     |
|  |                |
|  | Coloborhynchus |
|  |                |

|  | Ornithocheirus                                                |
|  |                                                               |
|  | \| \| Anhanguera \| \| \| \| \| \| Coloborhynchus \| \| \| \| |
|  |                                                               |
|  | Anhanguera                                                    |
|  |                                                               |
|  | Coloborhynchus                                                |
|  |                                                               |

|  | Anhanguera     |
|  |                |
|  | Coloborhynchus |
|  |                |

|  | Haopterus                                                    |
|  |                                                              |
|  | \| \| Istiodactylus \| \| \| \| \| \| Nurhachius \| \| \| \| |
|  |                                                              |
|  | Istiodactylus                                                |
|  |                                                              |
|  | Nurhachius                                                   |
|  |                                                              |

|  | Istiodactylus |
|  |               |
|  | Nurhachius    |
|  |               |

|  | Ornithocheirus                                                |
|  |                                                               |
|  | \| \| Anhanguera \| \| \| \| \| \| Coloborhynchus \| \| \| \| |
|  |                                                               |
|  | Anhanguera                                                    |
|  |                                                               |
|  | Coloborhynchus                                                |
|  |                                                               |

|  | Anhanguera     |
|  |                |
|  | Coloborhynchus |
|  |                |

|  | Ornithocheirus                                                |
|  |                                                               |
|  | \| \| Anhanguera \| \| \| \| \| \| Coloborhynchus \| \| \| \| |
|  |                                                               |
|  | Anhanguera                                                    |
|  |                                                               |
|  | Coloborhynchus                                                |
|  |                                                               |

|  | Anhanguera     |
|  |                |
|  | Coloborhynchus |
|  |                |

|  | Pteranodon                                                     |
|  |                                                                |
|  | \| \| Nyctosaurus \| \| \| \| \| \| Muzquizopteryx \| \| \| \| |
|  |                                                                |
|  | Nyctosaurus                                                    |
|  |                                                                |
|  | Muzquizopteryx                                                 |
|  |                                                                |

|  | Nyctosaurus    |
|  |                |
|  | Muzquizopteryx |
|  |                |

|  | Haopterus                                                    |
|  |                                                              |
|  | \| \| Istiodactylus \| \| \| \| \| \| Nurhachius \| \| \| \| |
|  |                                                              |
|  | Istiodactylus                                                |
|  |                                                              |
|  | Nurhachius                                                   |
|  |                                                              |

|  | Istiodactylus |
|  |               |
|  | Nurhachius    |
|  |               |

|  | Ornithocheirus                                                |
|  |                                                               |
|  | \| \| Anhanguera \| \| \| \| \| \| Coloborhynchus \| \| \| \| |
|  |                                                               |
|  | Anhanguera                                                    |
|  |                                                               |
|  | Coloborhynchus                                                |
|  |                                                               |

|  | Anhanguera     |
|  |                |
|  | Coloborhynchus |
|  |                |

|  | Ornithocheirus                                                |
|  |                                                               |
|  | \| \| Anhanguera \| \| \| \| \| \| Coloborhynchus \| \| \| \| |
|  |                                                               |
|  | Anhanguera                                                    |
|  |                                                               |
|  | Coloborhynchus                                                |
|  |                                                               |

|  | Anhanguera     |
|  |                |
|  | Coloborhynchus |
|  |                |

|  | Haopterus                                                    |
|  |                                                              |
|  | \| \| Istiodactylus \| \| \| \| \| \| Nurhachius \| \| \| \| |
|  |                                                              |
|  | Istiodactylus                                                |
|  |                                                              |
|  | Nurhachius                                                   |
|  |                                                              |

|  | Istiodactylus |
|  |               |
|  | Nurhachius    |
|  |               |

|  | Ornithocheirus                                                |
|  |                                                               |
|  | \| \| Anhanguera \| \| \| \| \| \| Coloborhynchus \| \| \| \| |
|  |                                                               |
|  | Anhanguera                                                    |
|  |                                                               |
|  | Coloborhynchus                                                |
|  |                                                               |

|  | Anhanguera     |
|  |                |
|  | Coloborhynchus |
|  |                |

|  | Ornithocheirus                                                |
|  |                                                               |
|  | \| \| Anhanguera \| \| \| \| \| \| Coloborhynchus \| \| \| \| |
|  |                                                               |
|  | Anhanguera                                                    |
|  |                                                               |
|  | Coloborhynchus                                                |
|  |                                                               |

|  | Anhanguera     |
|  |                |
|  | Coloborhynchus |
|  |                |